# Cerinthe
Cerinthe és un gènere de plantes amb flors pertanyent a la família Boraginaceae. Comprèn una setzena d'espècies que són natives del centre d'Europa i de la Mediterrània. L'espècie tipus és Cerinthe major L.
Són herbes anuals amb fulles amb concrecions calcàries ben marcades en el feix, amb els marge ciliat. El calze té divisions desiguals, lleugerament acrescents, oblongues. La corol·la és actinomorfa, amb el tub lleugerament gibós a la base, dues vegades més llarga que el limbe i lòbuls amplament ovats, marcadament reflexos. Les anteres són lanceolades, apendiculades a la base. El fruit és compost de dues núcules biloculars amb una llavor per cavitat, amb base plana o còncava.